# Friedrich Krupp
Pour les articles homonymes, voir Krupp.
Friedrich Krupp (Essen, le 17 juillet 1787 - Essen, le 8 octobre 1826) est un fondeur et petit producteur d'acier allemand, considéré selon la volonté de ses fils comme le fondateur de l'empire commercial Krupp AG qui fait désormais partie de ThyssenKrupp AG. Il a lancé les activités liés à la métallurgie de sa famille, construisant en 1811 une petite fonderie à Essen. 

## Biographie
Il est le fils de Peter Friedrich Wilhelm Krupp (1753-1795) et de Petronella Forsthoff (1757-1839). Il fonde entre 1811 et 1812 une petite fonderie dans sa ville natale. 
Il est surtout le père du fondeur et aciériste prussien, connu tardivement en français sous le nom d'Alfred Krupp (1812-1887), qui prend jeune la direction de la société, se débarrasse de la fonderie de bronze en la laissant à son frère Hermann et, inlassablement en quête de débouchés solvables, devient fabricant d'armes et fournisseur attitré de canon. Son entreprise, par ce biais, est connue mondialement après les succès prussiens face aux Danois, Autrichiens à Sadowa et surtout face à l'Empire Français de Napoléon III, en particulier après le bombardement spectaculaire de Paris.

## Une carrière technique continuée post-mortem, au-delà des espérances
L'objectif initial de Frédéric Krupp était de fabriquer l'acier fondu sur le continent qui, pendant le blocus continental de Napoléon, n'était plus acheminé en Europe. Encore fallait-il déjà complètement maîtriser cette technique et développer cette production exigeante de Sheffield. L'entreprise Friedrich Krupp, gérée à Essen par son fils Alfried qui s'efforce d'honorer et la mémoire et le rêve industriel de son père, préserve son nom bien après sa disparition, au point de faire connaître Friedrich Krupp dans toute l'Europe, autant par le nom précis de la société que par la confusion des identités du père et du fils. 
Si l'acier fondu est une spécialité de l'aciérie de Essen avant 1846, l'entreprise commence à fondre des pièces de grande taille dans la décennie suivante. En 1865, la société Friedrich Krupp après une croissance fulgurante compte en Prusse rhénane 9000 ouvriers, 75 machines à vapeur consommant 12000 quintaux de charbon, 240 fourneaux de fusion, 40 marteaux-pilon dont un massif de 1000 quintaux et 200 machines-outils.